# Brissay-Choigny
Brissay-Choigny település Franciaországban, Aisne megyében. Lakosainak száma 297 fő (2022. január 1.). Brissay-Choigny Anguilcourt-le-Sart, Brissy-Hamégicourt, Mayot, Moÿ-de-l’Aisne, Renansart és Vendeuil községekkel határos.

## Népesség
A település népességének változása:
| Lakosok száma | 354  | 340  | 318  | 318  | 295  | 297  | 303  | 301  | 299  | 297  |
|               | 1968 | 1982 | 1990 | 2006 | 2013 | 2015 | 2017 | 2019 | 2020 | 2022 |